# Nagycsőrű nádiposzáta
A nagycsőrű nádiposzáta (Acrocephalus orinus) a madarak osztályának verébalakúak (Passeriformes) rendjébe, ezen belül a nádiposzátafélék (Acrocephalidae) családjába tartozó faj.

## Rendszerezése
A fajt Harry Church Oberholser amerikai ornitológus írta le 1905-ben. Egyes szervezetek a Notiocichla nembe sorolják Notiocichla orina néven.

## Előfordulása
Ázsiában, Afganisztán, Kazahsztán, Tádzsikisztán és Pakisztán területén fészkel, telelni Indiába, Mianmarba és Thaiföldre vonul. 
Természetes élőhelyei a szubtrópusi vagy trópusi mangroveerdők, füves puszták és cserjések, mocsarak és tavak közelében.

## Megjelenése
Testhossza 13 centiméter.

## Természetvédelmi helyzete
Az elterjedési területe kicsi és nagyon szétapródozott, egyedszáma ugyan ismeretlen, de valószínűleg kicsi. 2006-os újra felfedezéséig egyetlen, 1867-ben begyűjtött példánya volt ismert. A Természetvédelmi Világszövetség Vörös listáján adathiányos fajként szerepel.